# Veletiny
Veletiny (en allemand : Welletein, précédemment : Welletain) est une commune du district d'Uherské Hradiště, dans la région de Zlín, en République tchèque. Sa population s'élevait à 550 habitants en 2020.

## Géographie
Veletiny se trouve à 6 km au sud-est d'Uherské Hradiště, à 23 km au sud-sud-ouest de Zlín, à 72 km à l'est-sud-est de Brno et à 254 km au sud-est de Prague.
La commune est limitée par Popovice et Hradčovice au nord et à l'est, par Drslavice à l'est, par Vlčnov au sud, et par Podolí à l'ouest.

## Histoire
La première mention écrite du village date de 1201.

## Patrimoine

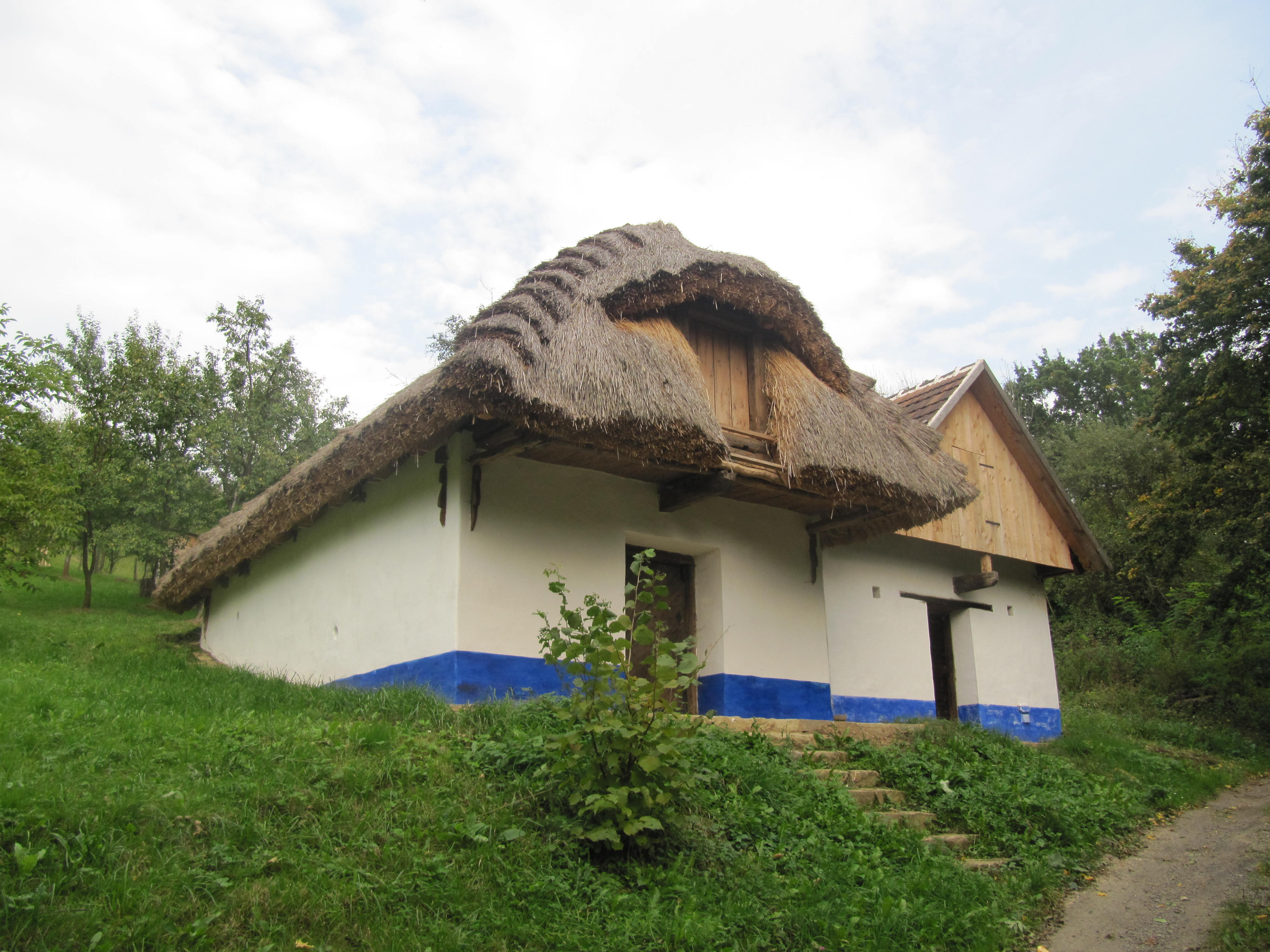
Architecture traditionnelle.
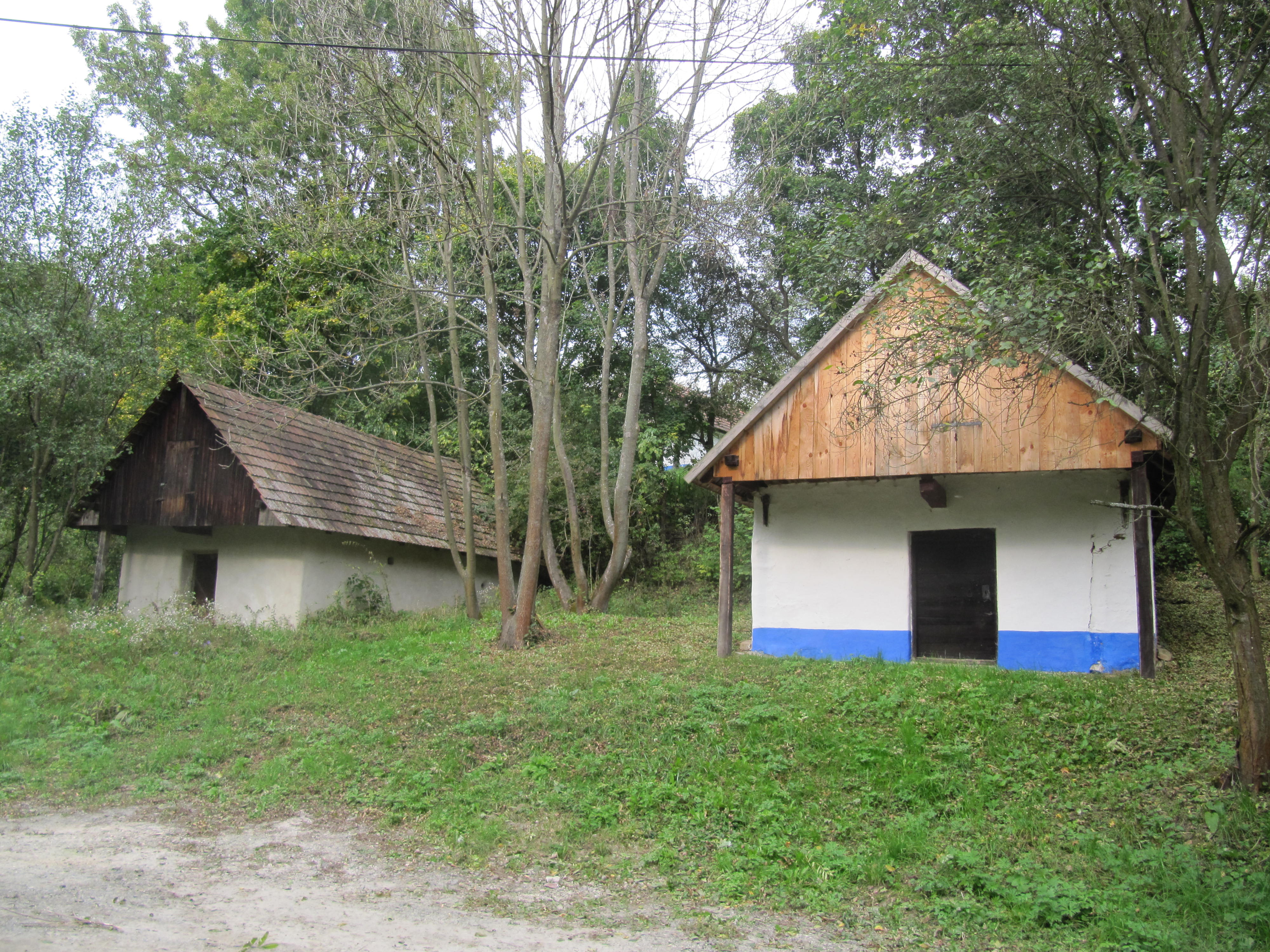
Architecture traditionnelle.